# 食管狭窄
良性食管狭窄或消化道狭窄是食道变窄或收紧，会导致吞嚥困難。

## 症状
食管狭窄的症状包括胃灼热、窒息、咳嗽、呼吸短促、吞咽困难或体重减轻。

## 病因
可能由胃食管反流、食管炎、下食管括约肌功能障碍、运动障碍、碱液摄入或食管裂孔疝引起或与之相关。食管手术和其他治疗（如激光治疗或光动力治疗）后会形成狭窄。 当该区域愈合时，会形成疤痕，导致组织拉紧并导致吞咽困难。

## 诊断
当患者吞咽钡剂（称为食道钡剂研究）时，可以通过X射线、计算机断层扫描、活组织检查或内窥镜检查来诊断。

## 治疗
如果时由食管炎引起的，又是由潜在感染引起的，通常通过治疗感染来治疗（常用抗生素）。为了打开狭窄，外科医生可以插入探条——一种用于扩张食道狭窄区域的加重管。有时可以用其他药物治疗。H2拮抗剂（例如雷尼替丁）或质子泵抑制剂（例如奥美拉唑）可以治疗潜在的酸反流疾病。

## 流行病学
胃食管反流（GERD）影响大约40%的成年人。7%至23%的未经治疗的GERD患者出现狭窄。